# Liste des évêques et archevêques d'Amalfi
L'archidiocèse d'Amalfi-Cava de' Tirreni est un archidiocèse catholique  italien avec résidence à Amalfi, près de Naples. En 1986, le diocèse de Cava et Sarno est fusionné avec l'archidiocèse d'Amalfi. Il est un suffragant de l'archidiocèse de Salerne-Campagna-Acerno.

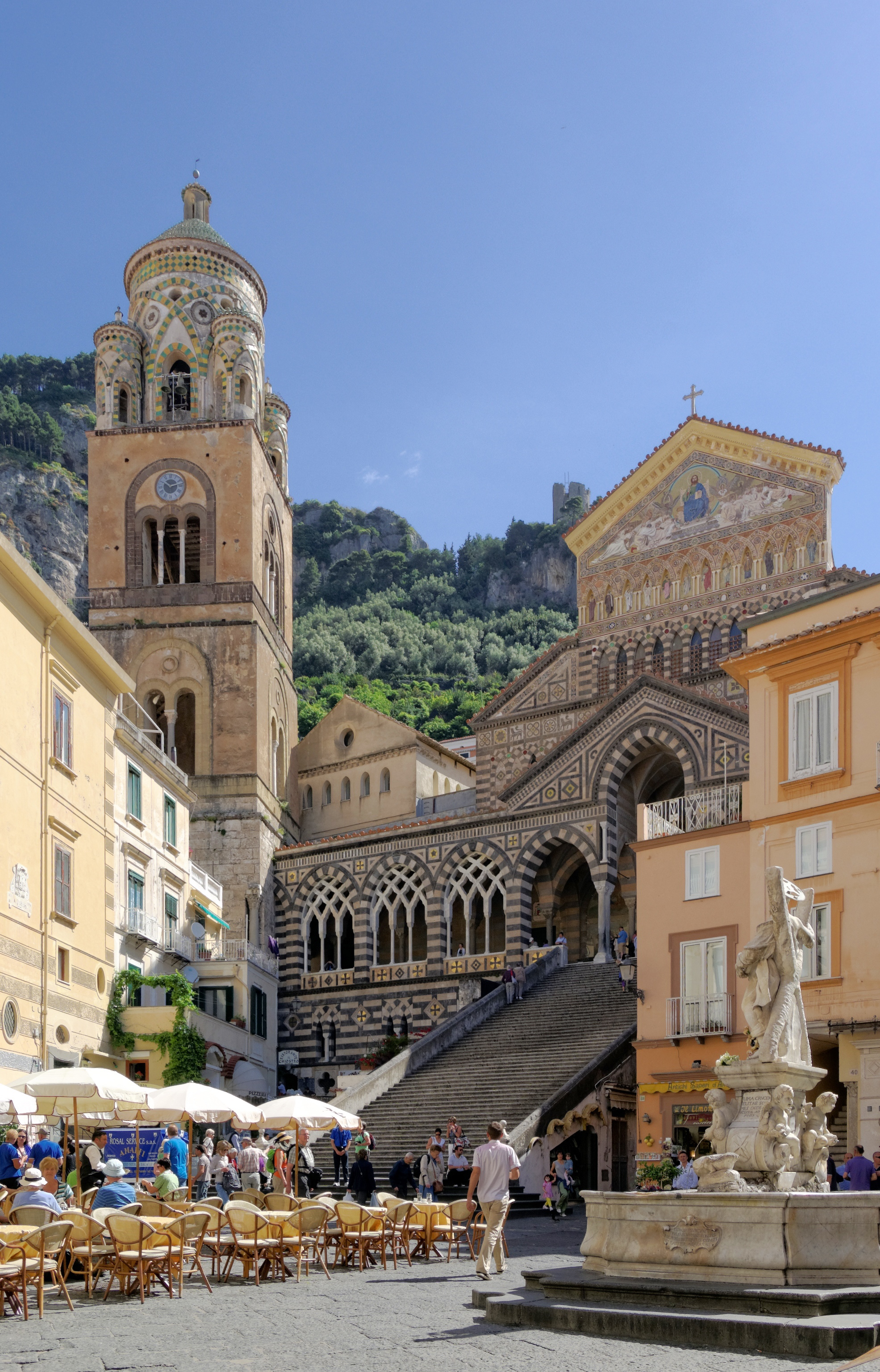
Cathédrale d'Amalfi.

Le diocèse d'Amalfi date du VIe siècle -VIIe siècle et est promu archidiocèse en 987.

## Évêques
- Primenio ou Pigmenio † (596 - 620?)
- Pietro Ier † (829 - 839 ou 840)
- Leone I † (840 - 847)
- Pietro II † (848 - 855)
- Buono	† (859 - ?)
- Sergio † (872 - ?)
- Orso † (897 - 920)
- Giacinto ou Giaquinto † (925 - 936 ?)
- Costantino † (949 - 960)
- Mastalo † (960 - 987 +/-)

## Archevêques
- Leone Orso Comite † (989 - 1029)
- Leone II † (1029 -  1039)
- Lorenzo, O.S.B. † (1040 - 1048)
- Pietro Alferio † (1050 - vers 1070)
- Giovanni † (1070 - vers 1082)
- Sergio Donnamira † (vers 1082 - vers 1102)
- Mauro De Monte † (1103 - 1128) 
  - Sede vacante (1128-1142)
- Giovanni II † (1142 - 1166)
- Giovanni III di San Paolo † (1166 -  1167)
- Roboaldo † (1168 -  1174)
- Dionisio † (1174 - 1202)
- Matteo Capuano † (1202 - 1215)
- Giovanni Capuano † (1215 - 1239)
  - Sede vacante (1239-1254)
- Bartolomeo Pignatelli † (1254 - 1254)
- Gualtiero † (1254 - 1259)
- Filippo Augustariccio † (1266 - 1292 ou 1293)
- Andrea D'Alagno (De Alaneo) † (1295 - vers 1330)
- Landolfo Caracciolo, O.F.M. † (1331 - 1351  +/-)
- Pietro Capuano † (1351 - 1361 ? )
- Marino Del Giudice † (1361 - 1373)
- Giovanni Acquaviva † (1374 - 1378)
- Sergio Grisone † (1379 - 1392)
- Paolo Sorrentino † (1393 - 1401)
- Bertrando D'Alagno (De Alaneo) † (1401 -  1408)
- Roberto Brancia † (1409 - ] 1423)
- Andrea De Palearia † (1424 - 1449)
- Antonio Carleno, O.P. † (1449 - 1460)
- Nicola Mirabello † (1460 - 1472)
- Antonio da Napoli, O.P. ? † (1472 - 1475)
- Giovanni Nicolini † (1475 - 1483)
- Andrea De Cunto † (1484 -  1503)
- Tommaso Regolano † (1504 - 1510)  
  - Robert Guibé † (1510 -  1510) (administrateur apostolique)
  - Giovanni De' Medici † (1510 -  1513) (administrateur apostolique)
- Antonio Balestrieri, O.Cist. † (1513 - 1516
  - Lorenzo Pucci † (1516 - 1517) (administrateur apostolique)
- Girolamo Planca † (1517 - 1519)
- Girolamo Vitelli (De' Glanderoni) † (1519 -  1530)
- Ferdinando D'Anna † (1530 -  1541)
- Alfonso Oliva, O.E.S.A. † (1541 -  1544)
- Francesco Sfondrati † (1544 -  1547)   
  - Tiberio Crispo † (1547 -  1561  (administrateur apostolique)
- Massimo De' Massimi † (1561 -  1564) 
  - Tiberio Crispo † (1564 -  1565)  (administrateur apostolique, 2me fois)
- Marco Antonio Bozzuto † (1565 - 1570)
- Carlo Montigli † (1570 -  1576)
- Giulio Rossino † (1576 - 1616)
- Paolo Emilio Filonardi † (1616 -  1624)
- Giacomo Teodolo † (1625 -  1635)
- Matteo Granito † (1635 - 1638)
- Angelo Pichi † (1638 -] 1648)
- Stefano Quaranta, C.R. † (1649 -  1678)
- Gaetano Miroballi, C.R. † (1679 - ] 1681)
- Simplicio Caravita, O.S.B. † (1682 - 1701)
- Michele Bologna, C.R. † (1701 -  1731)
- Pietro Agostino Sforza (Scortia) † (1731 -  1748)
- Nicola Cioffi † (1748 -  1758)
- Antonio Puoti † (1758 -  1792)   
  - Sede vacante (1792-1804)
- Silvestro Miccù, O.F.M. † (1804 - 1830)
- Mariano Bianco † (1831 - 1849)
- Domenico Ventura † ([ 1849 - 1862) 
  - Sede vacante (1862-1871)
- Francesco Maiorsini † (1871 - 1893)
- Enrico De Dominicis † (1894 -  1908)
- Antonio Maria Bonito † (1908 - 1910)
- Angelo Maria Dolci † (1911 -  1914)
- Ercolano Marini † (1915 -  1945)
- Luigi Martinelli † (1946 - 1946)
- Angelo Rossini † (1947 - 1965) 
  - Sede vacante (1965-1972)
- Alfredo Vozzi † (1972 - 1982)
- Ferdinando Palatucci † (1982)

## Archevêques d'Amalfi-Cava de' Tirreni
- Ferdinando Palatucci (1982 - 1990)
- Beniamino Depalma, C.M. (1990 - 1999)
- Orazio Soricelli, (depuis 2000)